# NK Mala Mlaka
NK Mala Mlaka je nogometni klub iz Male Mlake. U sezoni 2020./21. se natjecao u 3. Zagrebačkoj ligi, a u sezoni 2021./22. se natječu u 2. Zagrebačkoj NL.
Prethodno se zvao Jedinstvo.